# Bartosz Głowacki (pociąg pancerny)
Pociąg Pancerny „Bartosz Głowacki”, Pociąg Pancerny Nr 55 – polski pociąg pancerny z okresu wojny polsko-sowieckiej i II wojny światowej. W czasie kampanii wrześniowej walczył na linii Koluszki – Skierniewice – Żyrardów, następnie walczył w obronie twierdzy brzeskiej z oddziałami niemieckiej 3 Dywizji Pancernej, potem wycofany do Kowla i Lwowa. Tam biorąc udział w obronie miasta został rozbity przez artylerię niemiecką w dniu 19 września.

## Historia

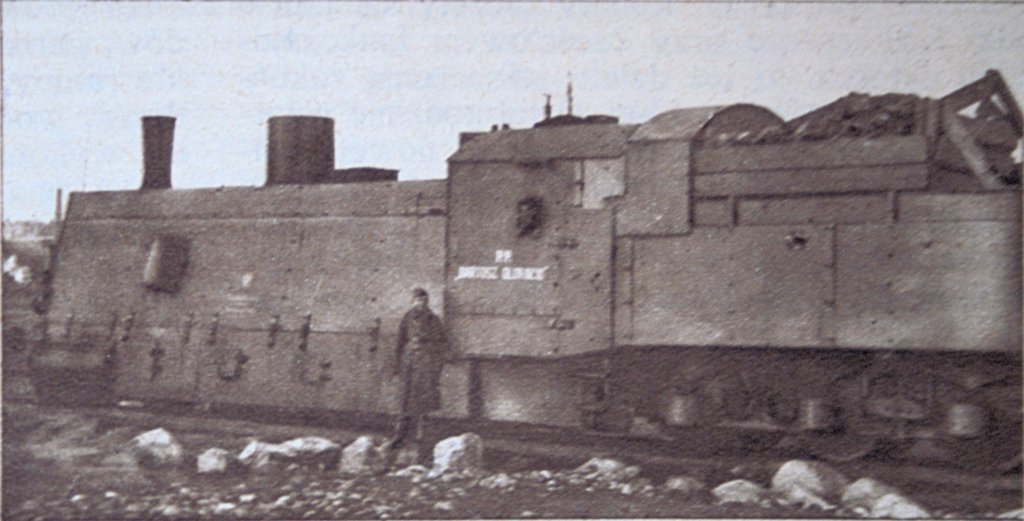
Parowóz pancerny z 1920 r. pociągu Bartosz Głowacki.

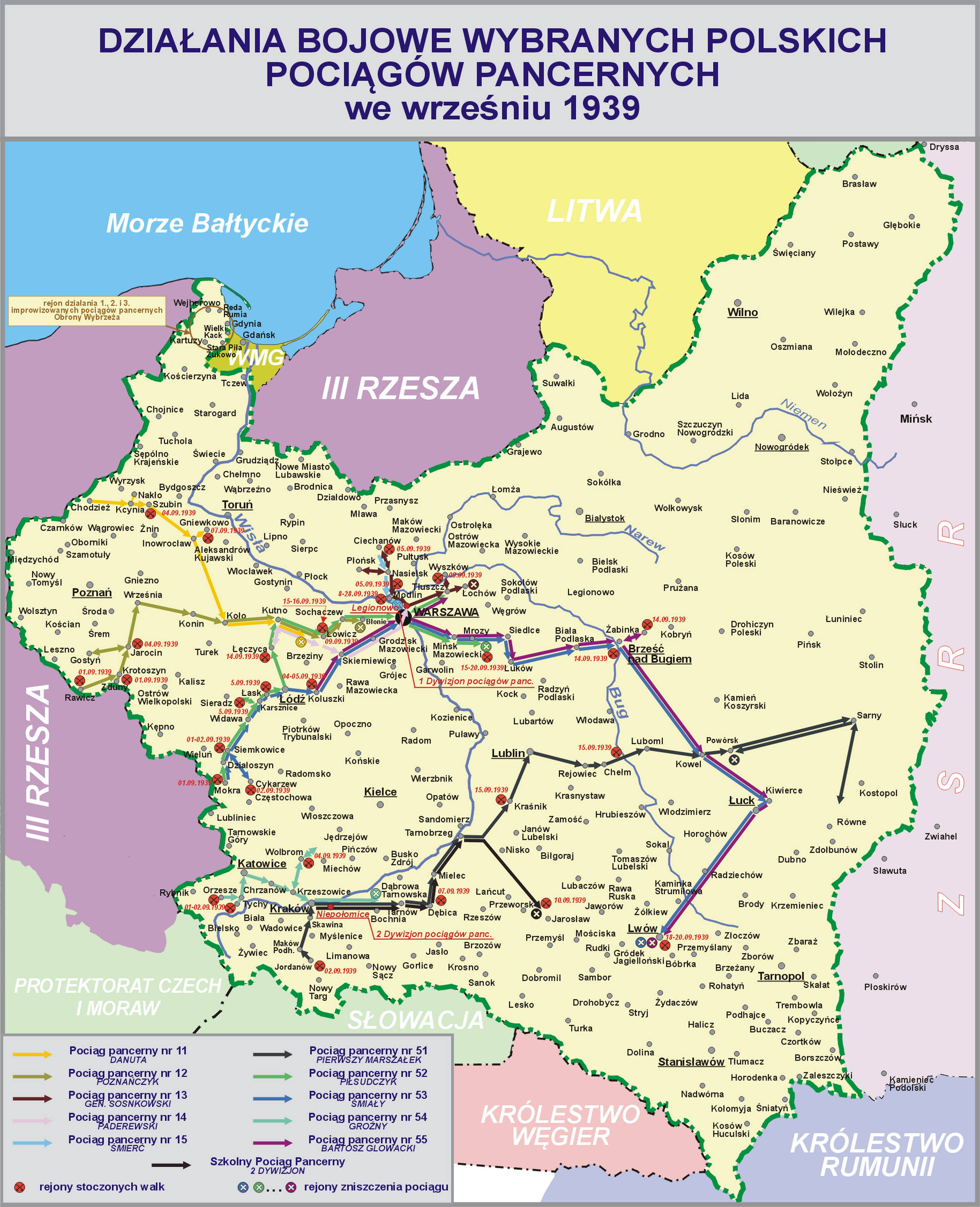

### Wojna polsko-bolszewicka
Pociąg pancerny „Bartosz Głowacki” był obok „Podhalanina” i „Harcerza” jednym z trzech zorganizowanych i obsadzonych przez ochotników ze środowiska harcerskiego do walki z bolszewikami w 1920. Dowództwo objął w nim porucznik artylerii austro-węgierskiej i weteran kilku frontów I wojny światowej Stanisław Pigoń, członek organizacji Eleusis i działacz harcerski, który służył od 20 maja do 14 listopada 1920 jako żołnierz batalionu zapasowego 1 Pułku Wojsk Kolejowych. W skład załogi weszli wiceprzewodniczący Związku Harcerstwa Polskiego hm. Tadeusz Strumiłło, hm. Olgierd Grzymałowski i por. piechoty Kazimierz Lorenz. Podczas działań wojennych pociąg należał do 4 Armii. Operował na linii Warszawa–Siedlce–Czeremcha–Mosty, później po Wołkowysk.

### Okres międzywojenny
Od 1928 pociąg był na składzie 2 dywizjonu pociągów pancernych w Niepołomicach. 

### Wojna obronna 1939
We wrześniu 1939 pociąg był uzbrojony w 1 haubicę 100 mm, 2 armaty 75 mm, i 19 ckm-ów. Zmobilizowany z końcem sierpnia 1939 roku, wyjechał z Niepołomic w nocy z 26 na 27 sierpnia, następnie stacjonował w Tłuszczu koło Warszawy.
Przeznaczony na czas wojny jako odwód Naczelnego Wodza, 1 września 1939 został przydzielony do Grupy Operacyjnej „Wyszków”, a potem od 3 września do Armii „Prusy”. 3 września pociąg przejechał do Łodzi, następnie na stację w Koluszkach; tam, razem z pociągiem pancernym nr 53 „Śmiały” do 5 września oczekiwał na rozkazy.
Wieczorem 5 września jednostki polskie rozpoczęły odwrót w tym rejonie frontu; rankiem 6 września 53 i 55 pociąg pancerny także przejechały z Koluszek do Skierniewic. Zniszczenia torów zapobiegły planowanemu na 7 września rozpoznaniu na linii Skierniewice – Łowicz. 8 września pociągi patrolowały odcinek Skierniewice – Żyrardów, a następnie przejechały przez Warszawę udając się do Mińska Mazowieckiego. W Mińsku otrzymano rozkaz udania się do Siedlec, gdzie pociągi dotarły 10 września.
Wobec zagrożenia miasta w nocy z 10 na 11 września pociągi odjechały do Łukowa; 12 września Łuków był już zagrożony, pociągi wycofały się do Międzyrzecza Podlaskiego, po drodze otrzymano rozkaz udania się na Brześć nad Bugiem, gdzie dotarły 14 września. Tego samego dnia pod miasto podszedł niemiecki XIX Korpus. Pociąg walczył z jednostkami 3 Dywizji Pancernej pod Żabinkami. Po południu Niemcy zajęli Dworzec Główny w Brześciu, i pociągi otrzymały rozkaz wycofania się na Kowel, gdzie dotarły 15 września.
16 września pociągi zostały odesłane do Łucka. 17 września otrzymano informację o wkroczeniu Armii Czerwonej, dowódcy pociągów podjęli decyzję o przebiciu się na Lwów, gdzie dotarły przez Łuck – Sienkiewiczówkę – Stojanów 18 września.
19 września pociąg wspierał obrońców Lwowa, osłaniających resztki jednostek Frontu Południowego generała Kazimierza Sosnkowskiego przebijające się do miasta. Wspierając batalion piechoty w okolicach Hołoska i wzgórza 374 napotkał jednostki 1 Dywizji Strzelców Górskich; Niemcy mieli zdecydowaną przewagę, pociąg dostał się pod ogień kilku baterii artyleryjskich i przeciwpancernych. Pociąg wycofał się na stację Podzamcze, ale uszkodzenia były zbyt poważne, i do końca walk we Lwowie nie odzyskał wartości bojowej.

### Dowódcy
- por. art. Stanisław Pigoń (VIII–X 1920 i od 18 I 1921)
- kpt. Andrzej Podgórski[5]

### Załoga
- Dowódca 2 plutonu ogniowego: ppor. rez. Andrzej Kujawski[16]

## Skład pociągu
- parowóz opancerzony Ti3 nr 10 z tendrem 12C1 nr 478[17],
- wagon szturmowy nr 630726 typ „warszawski” zaopatrzony w radiostację RKDP/P[17],
- 2 bliźniacze wagony artyleryjskie dwuosiowe typu „warszawskiego” nr 630728 i nr 630729 każdy uzbrojony w 1 armatę wz. 1902/26[17],
- 2 platformy Pdks na końcach składu (od 11 IX na jednej ustawiona armata plot. kal. 40 mm)[17],
- pluton drezyn z dwoma zestawami wyposażony w 2 czołgi Renault FT oraz 5 tankietek TKS.

## Uzbrojenie
Pociąg był uzbrojony w armaty wz. 02/26, a także wyposażony w czołgi Renault FT oraz TKS.